# Volcán San Juan
Volcán San Juan är en vulkan i Mexiko.   Den ligger i delstaten Nayarit, i den centrala delen av landet, 600 km väster om huvudstaden Mexico City. Toppen på Volcán San Juan är 2 149 meter över havet.
Terrängen runt Volcán San Juan är huvudsakligen kuperad, men västerut är den bergig. Runt Volcán San Juan är det ganska tätbefolkat, med 199 invånare per kvadratkilometer. Närmaste större samhälle är Tepic, 9,0 km nordost om Volcán San Juan. I omgivningarna runt Volcán San Juan växer i huvudsak städsegrön lövskog.